# Vắc-xin bất hoạt
Vắc-xin bất hoạt  là vắc-xin bao gồm các hạt vi-rút, vi khuẩn hoặc mầm bệnh khác đã được nuôi cấy và sau đó mất khả năng tạo ra bệnh. Ngược lại, vắc-xin sống sử dụng mầm bệnh vẫn còn sống (nhưng hầu như luôn luôn bị suy giảm, nghĩa là suy yếu). Các mầm bệnh cho vắc-xin bất hoạt được phát triển trong điều kiện được kiểm soát và bị giết như một biện pháp để giảm nhiễm trùng (độc lực) và do đó ngăn ngừa nhiễm trùng từ vắc-xin. Virus bị giết bằng các phương pháp như dùng nhiệt hoặc formaldehyd.
Vắc-xin bất hoạt được phân loại thêm tùy thuộc vào phương pháp được sử dụng để làm bất hoạt vi-rút. Vắc-xin toàn phần sử dụng toàn bộ vi-rút, bị phá hủy hoàn toàn bằng cách sử dụng nhiệt, hóa chất hoặc phóng xạ. Vắc-xin phân tách được sản xuất bằng cách sử dụng chất tẩy rửa để phá vỡ vi-rút. Vắc-xin tiểu đơn vị được sản xuất bằng cách tinh chế các kháng nguyên kích thích tốt nhất hệ thống miễn dịch để tạo ra phản ứng với vi-rút, đồng thời loại bỏ các thành phần khác cần thiết để vi-rút sao chép hoặc tồn tại hoặc có thể gây ra phản ứng bất lợi.
Do vi rút bất hoạt có xu hướng tạo ra phản ứng yếu hơn của hệ thống miễn dịch so với vi rút sống, nên thuốc bổ trợ miễn dịch và tiêm nhiều mũi "tăng cường" có thể được yêu cầu để cung cấp phản ứng miễn dịch hiệu quả chống lại mầm bệnh bất hoạt. Vắc-xin suy yếu thường thích hợp cho những người khỏe mạnh nói chung vì một liều duy nhất thường an toàn và rất hiệu quả. Tuy nhiên, một số người không thể sử dụng vắc-xin suy yếu vì mầm bệnh gây ra quá nhiều rủi ro cho họ (ví dụ, người già hoặc người bị suy giảm miễn dịch). Đối với những bệnh nhân này, một loại vắc-xin bất hoạt có thể cung cấp sự bảo vệ.